# ビビアナ・カンデラス
ビビアナ・カンデラス・ラミレス（Bibiana Candelas Ramírez, 1983年12月2日 - ）は、メキシコの女子バレーボール選手、ビーチバレー選手。トレオン出身。ポジションはミドルブロッカー。メキシコ代表。

## 来歴
1997年に14歳でメキシコ代表入り。2002年、2006年世界選手権に出場。2006年の中央アメリカ・カリブ海競技大会で銅メダルを獲得した。
2008年ビーチバレー北中米サーキット・グアテマラ大会で優勝。北京オリンピックにも出場した。

## 球歴
- 2002年 - 世界選手権（21位）
- 2006年 - 世界選手権（21位）